# 700年代
700年代（ななひゃくねんだい）は、
1. 西暦（ユリウス暦）700年から709年までの10年間を指す十年紀。本項で詳述する。
2. 西暦700年から799年までの100年間を指す。8世紀とほぼ同じ意味であるが、開始と終了の年が1年ずれている。

## できごと

### 701年
- 日本で大宝律令の撰定が完成する。忍壁皇子・藤原不比等らに禄を賜う。

### 705年
- 中国で武則天没する。唐が再興される。

### 706年
- イオアンネース、エルサレム総主教に就任（イオアン5世。在位 706年 - 735年）。

### 707年
- 日本で文武天皇没し、元明天皇即位する。

### 708年
- 日本で和同開珎鋳造。